# Houston megye (Texas)
Houston megye az Amerikai Egyesült Államokban, azon belül Texas államban található. Megyeszékhelye és legnagyobb városa Crockett. Lakosainak száma 22 066 fő (2020. április 1.). Houston megye Anderson, Cherokee, Angelina, Trinity, Walker, Madison és Leon megyékkel határos.

## Népesség
A megye népességének változása:
| Lakosok száma | 23 694 | 23 374 | 23 184 | 22 911 | 22 785 | 22 066 |
|               | 2010   | 2011   | 2012   | 2013   | 2015   | 2020   |